# Theoretische taalkunde
De theoretische taalkunde is het onderdeel van de algemene taalkunde dat zich voornamelijk bezighoudt met het ontwikkelen van grammaticamodellen. Centraal staan hierbij de begrippen syntaxis, fonologie, morfologie en semantiek. Ook het zoeken naar en verklaren van taaluniversalia (de gezamenlijke eigenschappen van alle natuurlijke talen) vormt een belangrijk onderdeel van de theoretische taalkunde, evenals de formele en de generatieve grammatica.
Zaken als psycholinguïstiek en sociolinguïstiek worden wel als onderzoeksgebieden van de algemene taalkunde maar niet als onderzoeksgebieden van de theoretische taalkunde beschouwd maar van de toegepaste taalkunde, hoewel ze natuurlijk alles met de menselijke taal als zodanig te maken hebben.